# コルトM1900
コルトM1900(Colt Model 1900)は、アメリカ合衆国の銃器メーカーであるコルト・ファイヤーアームズ(Colt Patent Firearms)社が銃器デザイナーであるジョン・ブローニング(John Moses Browning)の協力を得て開発した自動拳銃である。
一般的には.38オート(.38 Auto)の名前で知られ、後にコルト社によって開発された自動拳銃の祖となった銃である。
※当項目では改良型のM1902とその派生型であるM1903、および口径拡大型のM1905とその発展型についても併せて記述する。

## 概要
名前の通り1900年に発売された、アメリカ合衆国製としては初めての自動拳銃で、1890年代末にコルト社はブローニングと提携関係を築いており、彼の設計した自動拳銃を基に細部を修正、1897年に設計を完成させたものである。
口径は38口径(0.38インチ)、使用弾薬は.38ACP弾で、銃身長は6インチ（約152mm）であった。この銃にはパラレル・ルーラー・ロッキングと呼ばれるショートリコイル機構が取り入れられており、1896年に特許が取得されている。これは撃発時にバレルとスライドが一体化したまま後退し、バレルがリンクによって引き下げられることによってバレルとスライドのロックが外れ、排莢を行なうものである。この方式は閉鎖解除の際にバレルを下降させるリンク部分が2つあり、これが“パラレル”の名前の由来となっている。
照門（リアサイト）がセフティになっている（サイトを押し下げるとファイヤリングピンがロックされる）ことが特徴の一つにあげられ、この設計はブローニングによるものではなく、コルト社側の発案である。この方式は「操作が簡単で、安全装置が掛かっていることを確認しやすい」とされていたが、実際には作動が不確実で、解除操作がし辛く、初弾装填の際にスライドを引いた際に誤作動させやすい、と不評だった。このため、「後部に指をかける方法ではスライドが引きづらい」という意見があったこともあり、M1900の後期生産型ではスライドの指掛け溝（セレーション）をスライドの後部から前部に移動させている。最後期の生産分では暴発防止のための撃針の改良（撃針の長さを短くし、落下の衝撃等で不意に撃発することを防止した）が行われ、工場段階でサイトを固定して安全装置としての機能を廃止したものが製造された。
M1900はその先進性から市場で注目を集め、上述の安全装置の問題等はあったものの、好評を博して大きなセールスを獲得した。撃鉄の形状により大きく2つのモデルに分類でき、1900年から1903年にかけて2モデル合わせて4,274梃を生産した。その内訳は、撃鉄が大きく後方に張り出した"high" hammer"と呼ばれるタイプが約3,000梃、撃鉄の張り出しが小さく先端が丸められた形状の"Stub" hammer"と呼ばれるタイプが1,270梃余りである。
アメリカ陸軍は1899年に回転式（リボルバー）拳銃に換わる次世代の拳銃として自動式拳銃を求めてトライアルを開始した。コルト社も同年11月にM1900（その時にはまだこの製品名では呼ばれてはおらず、特許申請の番号から"Patent 580924"と呼称されていた）をもってこれに応募した。翌1900年には5月には実用試験用として陸軍が100挺を購入、同年5月から6月にかけて納入された。更に同年9月にはアメリカ海軍が250梃を発注、10月の末までに納入された。12月には陸軍よりさらに200梃が追加発注され、翌年1901年2月までに納入された。この時、制式の座を賭けて争ったのが、ルガーP08の先祖・ルガーM1900である。
一連の試験で、M1900は特に耐久試験と過酷状況使用試験で優秀な成績をおさめたが、安全装置の確実性を始めとしてまだ改良の余地があるとされ、制式採用はなされなかった。アメリカ軍の他、イギリス軍を始めとして世界各国に売り込まれ、いくつかの国では実用試験を受けたが、いずれも「リボルバーに比べて安全性に問題がある」とされ、採用例はない。

## M1902

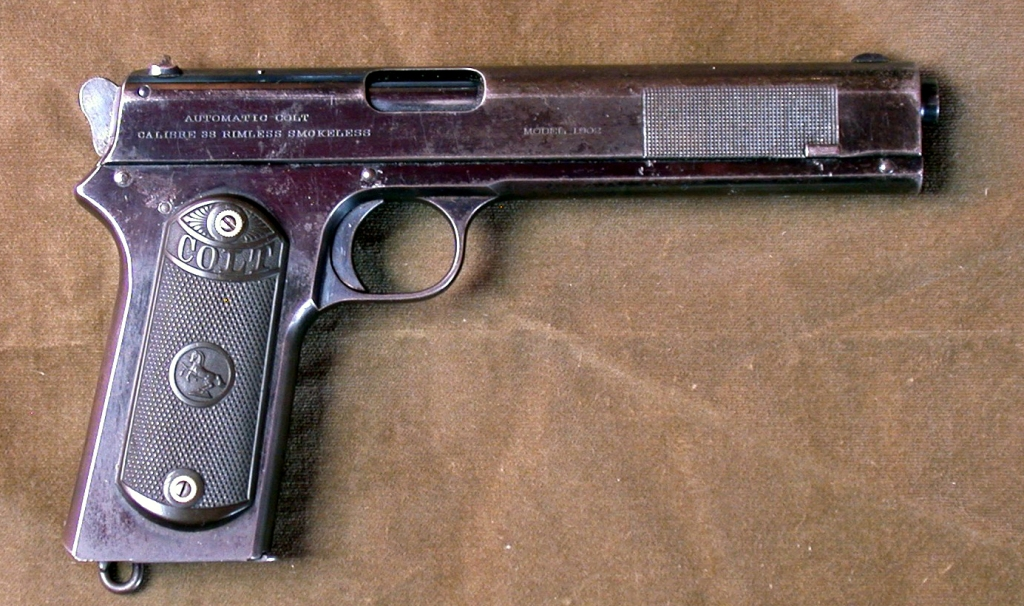
コルト M1902 ミリタリーモデル

M1900をアメリカ軍、およびイギリス軍での実用試験の結果を受けて改良したもので、元来はアメリカ軍でのトライアル向けにM1900の改良型として開発されたものだが、M1900が民間市場で大きなセールスを獲得していたことから、民間市場向けにも製造・販売された。
改良点としては、スライドストップ（スライドが後退した状態で固定させる装置）の追加、ランヤードリング（ランヤードつまり銃吊り紐を繋ぐための環）の追加といったもので、アメリカ軍から「保持を確実にするためにグリップを下部に延長し、それに併せて最低1発分装弾数を増加する」ことが求められたため、グリップフレームを延長して装弾数を1発増加させている。この新たなモデルには“ミリタリーモデル(Colt 1902 Military Model)”の名称が与えられた。
民間向けモデルは撃針を改良した以外はM1901から引き継がれた構成（ただしリアサイト兼用のセイフティは廃止されている）で、スライドストップがなく、グリップフレームが従来のモデルと同じ長さとなっている。民間向けモデルには“スポーツモデル(Colt 1902 Sporting Model)”の名が与えられた。なお、両モデルを比較した場合、ミリタリーモデルはグリップ部が大型化された分、スポーツモデルに比べて1.5オンス（約40g）ほど重かった。
上述の2形式に加え、M1900と同じく撃鉄の形状の差とスライドのセレーションの位置と溝の形状によって大分類され、更に表面仕上とグリップの素材による仕様の差がある。撃鉄の形状には撃鉄が大きく後方に張り出した"high spur hammer"、張り出しが小さく先端が丸い"stub" hammer"に加え、張り出しの小さい"lower profile" spur hammerの3つのモデルがある。セレーションはスライドの前部にあるものと後部にあるものとで位置が2種類あり、パターンは縦横に格子状に刻まれたものと、縦に鋸歯状に刻まれているもの、2種類が存在した。
後に“M1902 ミリタリーモデル”の名が与えられるM1900の改良型は、1901年12月に最初の試作品1梃が納入され、軍の審査を受けた。審査の結果翌1902年1月には実用試験用として200梃が発注され、同年7月には2回に分けて100梃ずつが納入され、1903年までの12ヶ月の実用試験の結果、「各種の改良によりM1900で不満足とされた点を十分に解消できている」とされたが、アメリカ軍が米西戦争におけるフィリピン戦の戦訓から「38口径では対人威力が不足している」との結論に達していたため、「自動式拳銃として優秀な性能であるが、威力不足である」として制式採用はなされなかった。これを受けて、コルト社では口径拡大型の開発に着手することになる。
M1902はアメリカ軍の他にもいくつかの国で調達された。最も大口のものはメキシコ軍（1908年に800梃を購入）、次いでチリ海軍（1906年にイギリス経由で500梃を購入）である。しかし、この2カ国も含め、軍制式としての大規模な導入は世界いずれの国でも行われなかった。
生産数は、ミリタリーモデルが1902年から1928年12月にかけて18,000梃余り、スポーツモデルが1902年から1907年7月にかけて約6,900梃である。

### M1903 Pocket Hammer

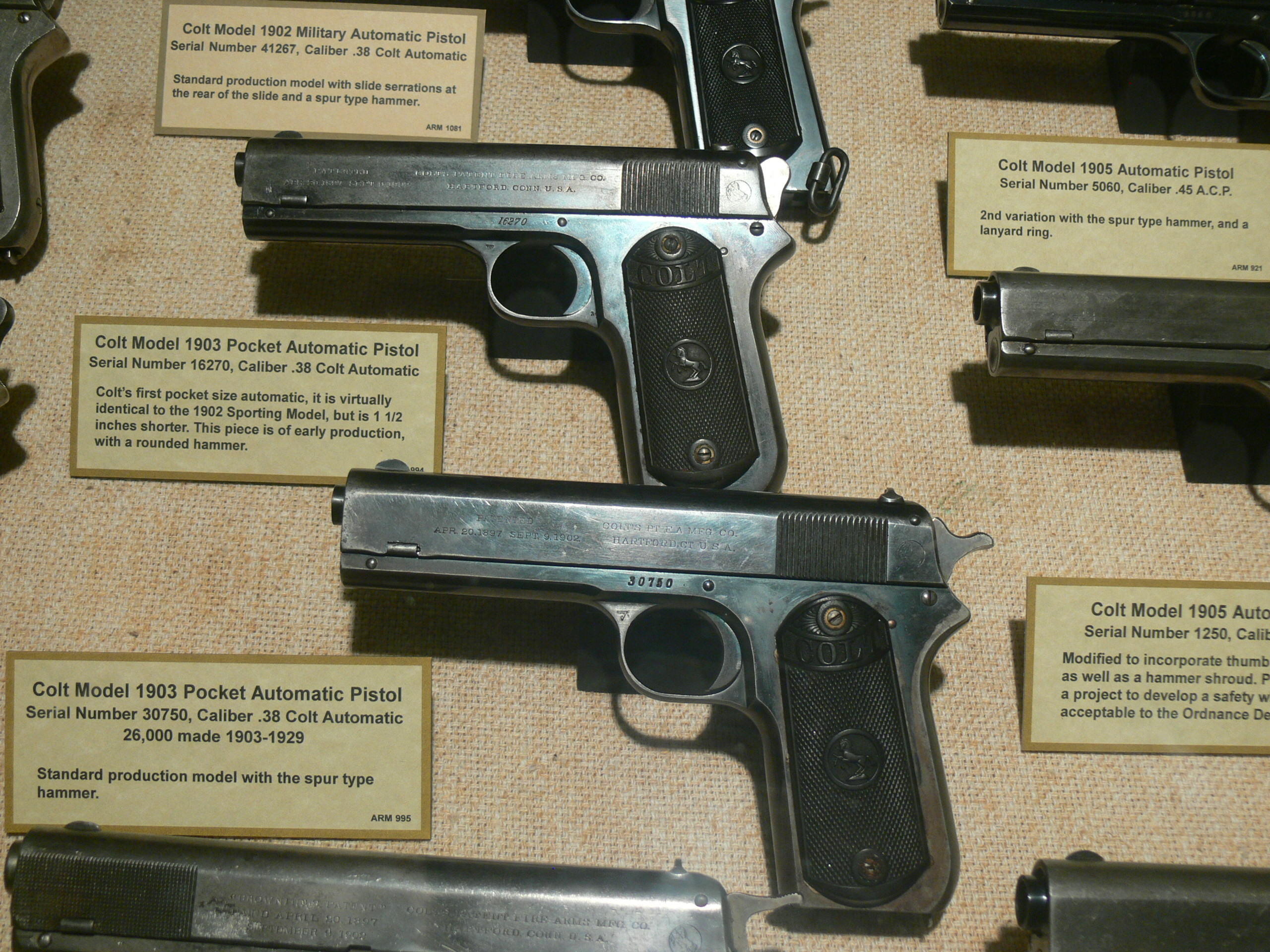
M1903 Pocket Hammer
撃鉄の張り出しが短い初期生産型の"rounded hammer"モデル（上）と張り出しの大きい通常生産型の"spur hammer"モデル（下）
周囲にはM1902やM1905も展示されている

1903年に開発されたM1902 スポーツモデルの短銃身モデル。銃身長を6インチから4.5インチ（約114mm）に短縮し、全長は7.7インチ（約197mm）となった。
M1900/M1902と同じく撃鉄の形状やスライドのセレーションの位置と溝の形状による複数のモデルがあり、更に表面仕上とグリップの素材による仕様の差がある。生産は1903年に100梃を先行生産することから始められ、本格生産を開始した翌1904年から1929年にかけて29,000梃余りが製造された。
M1903は将校が個人的に購入して私物として使用した以外にはアメリカ軍での使用例はなく、やはり制式採用はなされていないが、民間市場ではある程度の人気があり、メキシコに輸出されたものはメキシコ革命においてメキシコ軍とその他各武装勢力に数多く用いられた。また、1920年代にはフィリピン警察向けに輸出されている。
なお、名称のよく似ている"Colt Model 1903 Pocket Hammerless"（"Colt.32 Auto"の通称で知られる）とは、口径、使用弾薬、内部構造などが全く異なる別の銃である。

## M1905

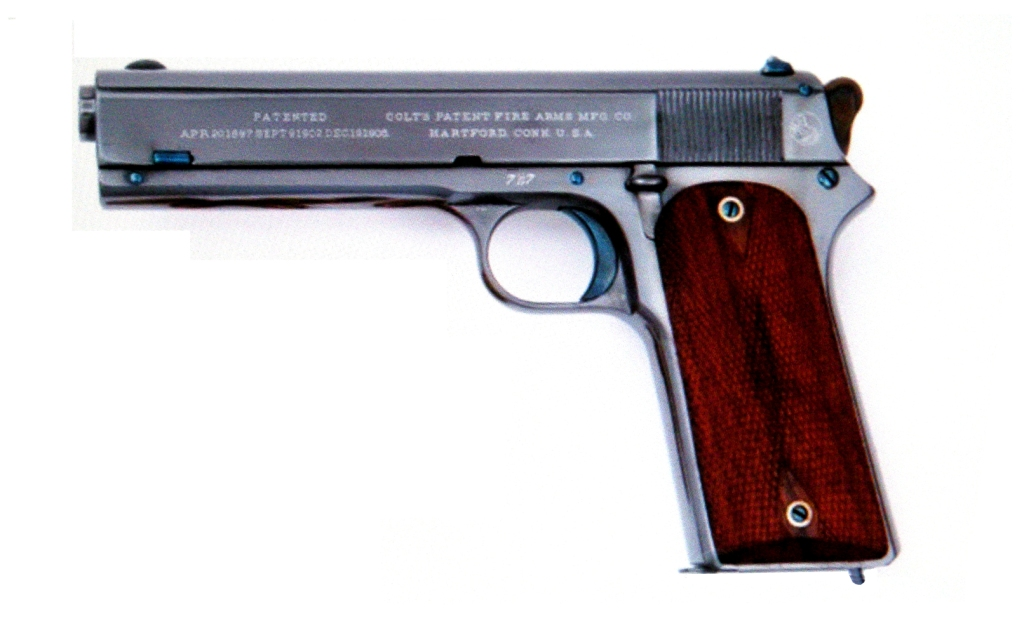
コルトM1905

アメリカ軍の「軍用拳銃には.38口径を凌ぐ大口径のものが必要である」という要求に対してM1902をさらに改良発展させたものが、1905年に完成したM1905(Colt Model 1905)である。口径は45口径（0.45インチ（約11.4mm）に変更されており、使用弾薬は.45ACP弾である。この銃は世界で最初の45口径自動拳銃であった。
M1905は基本的にはM1902の内部構造をそのままに銃身と薬室を拡大したものだが、.45ACP弾の強烈な反動に耐えるため、M1900/1902ではバレル後端の上部にある3列の嚙合ラグを下部にも設け、スライドとフレームの両方で反動を受け止める構造としている。M1902同様、撃鉄の形状（長さが短く先端の丸い"round hammer"モデルと張り出しの大きい"supr hammer"モデルの2種類があった）や表面仕上の違い、グリップの材質等が異なるいくつかの仕様のほかに、本体のみのノーマルモデルとホルスター兼用のショルダーストックが装着できるピストルカービンモデルがあった。
1904年9月より開始された設計作業は翌1905年には完成し、同年6月にはアメリカ軍制式採用.45口径拳銃のトライアルに参加すべく最初の1梃が納入された。1907年1月より開始された軍のトライアルにはノーマルモデルとピストルカービンモデルの両タイプが提出され、いずれも優秀な成績を収めた。軍の評価では最終選考に残ったルガーP08の.45口径型に対しても優越しているとされたが、安全装置の不足など、実際はP08 .45に対し問題があるとされた点も多々あった。しかし「自国開発の銃を優先したい」というアメリカ政府／軍の意向と、コルト社によるロビー活動もあり、M1905は「トライアルに参加したものの中では最優秀であるが、制式採用とするには未だ改良点が残されている」という結論とされた。これに対してコルト社はM1905にコルトM1903の機構を採り入れた45口径型自動拳銃の開発に着手した。
M1905はアメリカ軍を始めとして軍隊での制式採用はなされていないが、.45口径の大口径弾薬を使うオートマチックピストル、として話題となり、民間市場向けとしても生産されて販売された。民間市場向けの生産は1905年9月下旬から10月上旬にかけて開始され、最初の製品は同年12月に出荷されている。1905年の生産開始から1911年の生産中止までの生産数は約6,100梃である。このうち、ピストルカービンモデルとしては440梃が製造されているが、実際にショルダーストックホルスターとのセットで出荷されたものは408セットである。

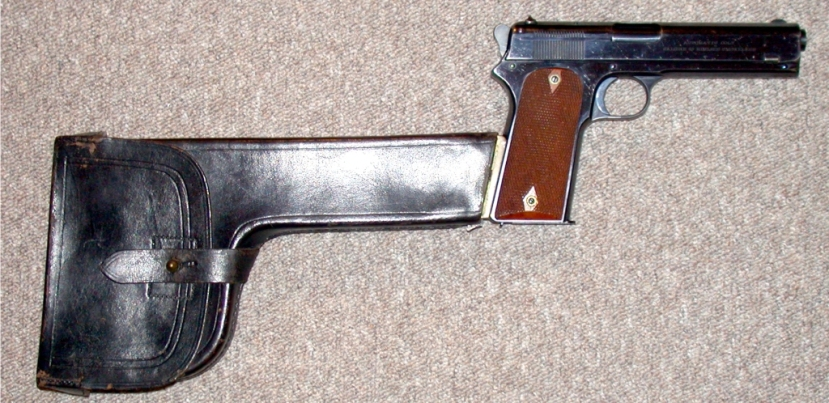
M1905 ショルダーストックホルスターを装着したピストルカービンモデル
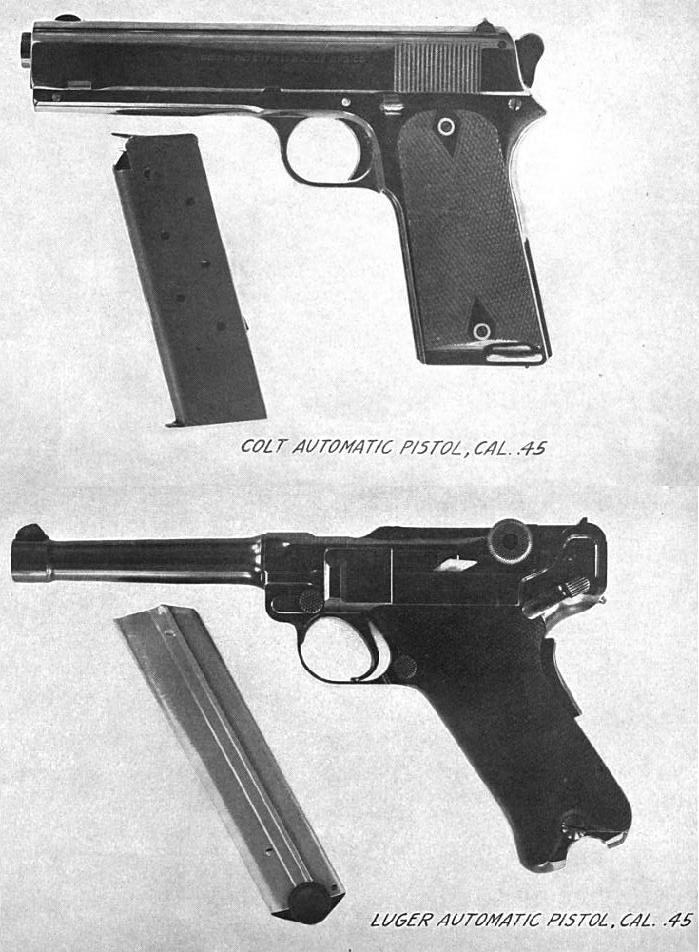
コルトM1905と45口径型ルガーP08。1907年のアメリカ軍の正式採用拳銃トライアルに参加した際のもの

## M1907/M1909/M1910
M1905に対するトライアルの結果による軍の改良要求に対し、コルト社は1907年9月にまずはM1905の5インチ銃身型にグリップセイフティとローディングインジケータ（薬室内に弾が装填されていることを外部に示す装置）を追加したM1907(Colt Model 1907 U.S. Military Trials)を設計し、同年10月より製造を開始し、翌年1908年3月に200+7（実用+予備）梃が製造されて納入された。
1908年9月から10月にかけて行われた試験の結果、安全性や操作性の面から問題が多く指摘され、アメリカ軍は「安全性・操作性の面で更に改良したものを提示せよ」との決定を下した。コルト社は返納されたM1907に改修を加えたものを再度提出し、これを元に1909年にはスライドとフレームの構造を変更して強度を向上させ、銃身のロッキング機構を、バレル引下げリンクが2つあるパラレル・ルーラー・ロッキングから単一のリンクのみを持つ構造に変更したM1909(Colt Model 1909)が23梃製造されて試験用に納入され、更に1910年2月にはM1909のグリップの角度を84°から74°に変更したM1910(Colt Model 1910)が8梃が製造されて納入された。
M1910は最終的にはマニュアルセイフティを追加したモデルが試作され、これが1911年のトライアルで最終選考でサヴェージ社(英語版)のSavage Model1907(英語版)を抑え、"M1911(Automatic Pistol, Caliber .45, M1911)"として制式採用される。
M1907/M1909/M1910はいずれも試験用に少数が製造されたのみだが、アメリカ軍が試験後に払い下げ品として放出したものがごく少数民間市場に流通しており、コレクターの間で高値で取引されている。

## 参照元
- COLT AUTOS.com
  - Colt Model 1900 .38 ACP - Rimless Smokeless ※2019年10月7日閲覧
  - Colt Model 1902 Sporting  .38 ACP - Rimless Smokeless ※2019年10月7日閲覧
  - Colt Model 1902 Military  .38 ACP - Rimless Smokeless ※2019年10月7日閲覧
  - Colt Model 1903 Pocket Hammer .38 ACP - Rimless Smokeless ※2019年10月7日閲覧
  - Colt Model 1905 Military .45 ACP - Rimless Smokeless ※2019年10月7日閲覧
  - Colt Model 1907 U.S. Military Trial .45 ACP - Rimless Smokeless ※2019年10月7日閲覧
- Unblinking eye.com
  - The First Colt Automatic Pistol|by Ed Buffaloe ※2023年1月14日閲覧
  - The 1902 Model Colt Automatic Pistol|by Ed Buffaloe ※2023年1月14日閲覧
  - The First .45 Auto:The 1905 and 1907 Colt Automatic Pistols|by Ed Buffaloe ※2023年1月14日閲覧
- Colt Firearms Collector.com＞Colt Automatic Pistol Instructions Paper Pages 1(1902 - 1930s) ※2023年1月12日閲覧